# Merah Mersa
Merah Mersa is een bestuurslaag in het regentschap Aceh Tengah van de provincie Atjeh, Indonesië. Merah Mersa telt 479 inwoners (volkstelling 2010).